# Dapsa gemina
Dapsa gemina is een keversoort uit de familie zwamkevers (Endomychidae). De wetenschappelijke naam van de soort werd in 1996 gepubliceerd door Audisio & de Biase, Alessio.